# Jelena Wiktorowna Sarowa

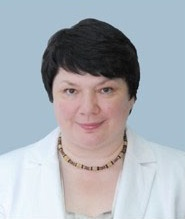
Jelena Wiktorowna Sarowa

Jelena Wiktorowna Sarowa (russisch Елена Викторовна Зарова; * 16. Mai 1959 in Moskau) ist eine sowjetische bzw. russische Statistikerin und Hochschullehrerin.

## Leben
Sarowa begann das Studium 1976 am Kuibyschewer Institut für Planung in der Fakultät für Industrieplanung, das sie 1980 als Industrieplanerin mit Auszeichnung abschloss. Es folgte die Aspirantur am Lehrstuhl für Statistik des Moskauer Plechanow-Instituts für Volkswirtschaft. 1984 verteidigte sie ihre Dissertation über die wirtschaftsstatistische Untersuchung der Modellierung der Entwicklung und Verteilung des Agrarindustriekomplexes in der RSFSR mit Erfolg für die Promotion zur Kandidatin der ökonomischen Wissenschaften.
Darauf wurde Sarowa 1984 Assistentin am Lehrstuhl für Statistik des Kuibyschewer Instituts für Planung (seit 2005 Universität für Ökonomie Samara). Sie lehrte dort und wurde 1993 zur Dozentin ernannt.
Nach der Doktor-Aspirantur 1996–1998 am Lehrstuhl für Statistik des Plechanow-Instituts, das nun Universität geworden war, wurde Sarowa 1998 offenbar ohne Verteidigung einer Doktor-Dissertation zur Doktorin der ökonomischen Wissenschaften promoviert. Die Ernennung zur Professorin folgte 2000.
Sarowa erhielt 2011 den Ruf auf den Lehrstuhl für Statistik der Plechanow-Universität, den sie nun leitete. Als Gastprofessorin an der Universität Konstanz 2014 hielt sie eine Vorlesung über Applied Multivariate Statistical Analysis.
Seit 2016 ist Sarowa Vizeleiterin des Projektierungsbüros des Analytischen Zentrums der Stadt Moskau. Sie ist gewähltes Mitglied des International Statistical Institute (ISI) und des Rats beim ISI-Präsidenten (2019–2023) sowie Mitglied des Rats für Wissenschaft und Methodologie des Föderalen Dienstes für staatliche Statistik (ROSSTAT) und Mitherausgeberin des Statistical Journal of the IAOS (Journal of the International Association for Official Statistics).

## Ehrungen, Preise
- Gouvernementspreis der Oblast  Samara im Bereich Wissenschaft und Technik (1999, 2005)[1]
- Verdiente Wissenschaftlerin der Russischen Föderation (2009)[1]
- Medaille für Verdienste bei Durchführung der Allrussischen Volkszählung (dreimal)
- Ehrenarbeiterin der Höheren Berufsausbildung der Russischen Föderation[1]
- Dankesbrief des Bürgermeisters der Stadt Moskau Sergei Sobjanin (2017)